# 格奥尔基·康德拉季耶夫
格奥尔基·格里戈里耶维奇·孔德拉季耶夫（俄语：Георгий Григорьевич Кондратьев，1944年11月17日—2020年7月12日），苏联及俄罗斯军事人物。1992年晋升上将。俄罗斯联邦国防部原副部长。

## 生平
1944年生于布良斯克州克林齊。1965年毕业于乌克兰哈尔科夫近卫坦克学校，在苏军驻德集群任某坦克排排长，1968年升任连长。1973年毕业于马林诺夫斯基装甲兵学院，后历任坦克师作战部副部长、参谋长。1974年任莫斯科军区某坦克团团长。1978年任坦克师副师长，1980年升任师长。1985年毕业于总参军事学院，任喀尔巴阡军区坦克第8集团军第一副司令。1986年4月至1988年1月，任驻阿富汗第40集团军第一副司令。1988年，任外贝加尔军区第36集团军司令。1989年，任土耳其斯坦军区第一副司令，1991年至1992年任司令。1992年晋升上将。1992年6月至1995年2月，任俄罗斯联邦国防部副部长。1994年，与时任国防部长格拉乔夫意见相左，拒绝赴车臣作战。1995年8月，任俄羅斯聯邦緊急情況部副部长兼首席军事顾问。2004年，退役。
2020年7月12日在莫斯科州克拉斯諾戈爾斯克逝世。